# Superpies
Superpies (ang. Top Dog) – amerykańska komedia kryminalna w reżyserii Aarona Norrisa. Premiera filmu odbyła się w lutym 1995 roku.

## Obsada
| Aktor                  | Postać               |
| ---------------------- | -------------------- |
| Chuck Norris           | Jake Wilder          |
| Michele Lamar Richards | Savannah Boyette     |
| Erik von Detten        | Matthew Swanson      |
| Carmine Caridi         | sierżant Lou Swanson |
| Clyde Kusatsu          | kapitan Callahan     |
| Kai Wulff              | Otto Dietrich        |
| Peter Savard Moore     | Karl Koller          |
| Timothy Bottoms        | Nelson Houseman      |
| Francesco Quinn        | Mark Curtains        |
| Herta Ware             | matka Jaka           |